# Götz Trenkler
Götz Trenkler (* 14. Juli 1943) ist pensionierter Professor für Statistik und Ökonometrie an der Technischen Universität Dortmund. 

## Leben
Trenkler studierte Chemie von 1962 bis 1965 und Mathematik von 1965 bis 1970 an der FU Berlin. Seit 1983 ist er Professor für Ökonometrie an der Universität Dortmund. Er war bis 2010 Coordinating Editor der Fachzeitschrift Statistical Papers.
Bekannt wurde sein 1996 erschienenes Buch Lexikon der populären Irrtümer (Koautor mit Walter Krämer).

## Schriften (Auswahl)
- Biased Estimators in the Linear Regression Model. In: Mathematical Systems in Economics. 58, Oelgeschlager, Gunn & Hain, Meisenheim/Cambridge, MA 1981, ISBN 978-0899460727.
- Partitions, Suffciency and Undominated Families of Probability Measures. In: Annals of the Institute of Statistical Mathematics. 34, 1982, S. 151–160.
- Mit Herbert Büning: Nichtparametrische Statistische Methoden. 2. völlig neu bearbeitete  Auflage. Walter de Gruyter, Berlin / New York 1994, ISBN 3-11-013860-3, doi:10.1515/9783110902990.
- Mit Walter Krämer: Lexikon der populären Irrtümer. 1996, ISBN 978-3821804798.
- Mit Herbert Büning, Peter Naeve, Karl-Heinz Waldmann: Mathematik für Ökonomen im Hauptstudium. Oldenbourg, München 2000, ISBN 978-3-486-20986-0, doi:10.1515/9783486782448.
- Mit Walter Krämer: Das Beste aus dem Lexikon der populären Irrtümer. 2000, ISBN 978-3821815220.
- Mit Walter Krämer: Die besten Geschichten für Besserwisser. 2002, ISBN 978-3492234528.
- Mit Karsten Schmidt: Einführung in die Moderne Matrix-Algebra  – Mit Anwendungen in der Statistik. 3. Auflage. Springer, Berlin / Heidelberg 2015, ISBN 978-3-662-46772-5, doi:10.1007/978-3-662-46773-2.